# Samuel Van Sweevelt
Samuel Van Sweevelt (né le 1er février 1942 à Vorst,) est un coureur cycliste belge, actif dans les années 1950 et 1960.

## Biographie
En 1963, Samuel Van Sweevelt se distingue avec la sélection belge en remportant une étape du Tour de l'Avenir. Il termine également sixième de la Coupe Sels. Après ses performances, il bénéficie d'un contrat professionnel en 1964 et en 1965 au sein de l'équipe Lamot-Libertas. Il n'obtient toutefois pas le moindre résultat notable durant cette période. 

## Palmarès
- 1961
  - Deux Jours de Malines
  - 3e de la Coupe Egide Schoeters
- 1962
  - Anvers-Vieux-Turnhout
- 1963
  - 5e étape du Tour de l'Avenir
  - Stal-Koersel